# Kabinett Morgan (Übergang)
Das Kabinett Morgan war die zweite Regierung von Wales. Sie wurde nach dem Rücktritt des Kabinett Michael am 9. Februar 2000 gebildet. Es war bis zur Bildung der ersten Koalitionsregierung am 16. Oktober 2000 im Amt.

## Kabinett

### Minister
| Amt                                                   | Bild | Name              | Partei | Partei | Amtszeit  |
| ----------------------------------------------------- | ---- | ----------------- | ------ | ------ | --------- |
| First Secretary                                       |      | Rhodri Morgan     |        | Labour | 2000      |
| Minister für wirtschaftliche Entwicklung              |      | Rhodri Morgan     |        | Labour | 2000      |
| Minister für Angelegenheiten des Parlaments           |      | Andrew Davies     | Labour | 2000   |           |
| Finanzminister                                        |      | Edwina Hart       | Labour | 2000   |           |
| Minister für Weiterbildung                            |      | Tom Middlehurst   | Labour | 2000   |           |
| Minister für Gesundheit und soziale Sicherung         |      | Jane Hutt         | Labour | 2000   |           |
| Minister für Bildung                                  |      | Rosemary Butler   | Labour | 2000   |           |
| Minister für Landwirtschaft und ländliche Entwicklung |      | Christine Gwyther | Labour | 2000   |           |
| Minister für Landwirtschaft und ländliche Entwicklung |      | Carwyn Jones      | Labour | 2000   |           |
| Minister für Kommunalverwaltung und Wohnungsbau       |      | Peter Law         | Labour | 2000   |           |
| Minister für Umwelt, Planung und Transport            |      | Sue Essex         | Labour | 2000   |           |
| Kabinettsmitglied mit beratender Stimme               |      |                   |        |        |           |
| Chief Whip                                            |      | Karen Sinclair    |        | Labour | 1999–2000 |

### Vizeminister
| Amt                                                                            | Name              | Name      | Partei | Amtszeit |
| ------------------------------------------------------------------------------ | ----------------- | --------- | ------ | -------- |
| Stellvertretender Minister für Gesundheit und Soziale Dienste                  |                   | Alun Pugh | Labour | 2000     |
| Stellvertretender Minister für Landwirtschaft, Kommunale Verwaltung und Umwelt | Carwyn Jones      | Labour    | 2000   |          |
| Stellvertretender Minister für Landwirtschaft, Kommunale Verwaltung und Umwelt | Delyth Evans      | Labour    | 2000   |          |
| Stellvertretender Minister für Bildung und Wirtschaft                          | Christine Chapman | Labour    | 2000   |          |